# Урюпінка
Урю́пінка (каз. Урюпин) — село у складі Аккольського району Акмолинської області Казахстану. Адміністративний центр Урюпінського сільського округу.
Населення — 1017 осіб (2021; 1590 у 2009, 1649 у 1999, 2102 у 1989).
Національний склад станом на 1989 рік:
- росіяни — 38 %
- німці — 21 %.